# العلاقات البوروندية الدومينيكانية
العلاقات البوروندية الدومينيكانية هي العلاقات الثنائية التي تجمع بين بوروندي وجمهورية الدومينيكان.

## مقارنة بين البلدين
هذه مقارنة عامة ومرجعية للدولتين:
| وجه المقارنة                                              | بوروندي                                    | جمهورية الدومينيكان |
| --------------------------------------------------------- | ------------------------------------------ | ------------------- |
| المساحة (كم2)                                             | 27.83 ألف                                  | 48.67 ألف           |
| عدد السكان (نسمة)                                         | 10.86 مليون                                | 10.40 مليون         |
| الكثافة السكانية (ن./كم²)                                 | 390.23                                     | 213.68              |
| العاصمة                                                   | بوجومبورا، جيتيغا                          | سانتو دومينغو       |
| اللغة الرسمية                                             | اللغة الكيروندية، لغة فرنسية، لغة إنجليزية | اللغة الإسبانية     |
| العملة                                                    | فرنك بوروندي                               | بيزو دومنيكاني      |
| الناتج المحلي الإجمالي (بليون دولار)                      | 3.48 مليار                                 | 75.93 مليار         |
| الناتج المحلي الإجمالي (تعادل القوة الشرائية) بليون دولار | 8.13 مليار                                 | 149.89 مليار        |
| الناتج المحلي الإجمالي الاسمي للفرد دولار أمريكي          | 277                                        | 6.47 ألف            |
| الناتج المحلي الإجمالي للفرد دولار أمريكي                 | 77                                         | 13.26 ألف           |
| مؤشر التنمية البشرية                                      | 0.400                                      | 0.715               |
| رمز المكالمات الدولي                                      | +257                                       | +1809، +1829، +1849 |
| رمز الإنترنت                                              | .bi                                        | .do                 |
| المنطقة الزمنية                                           | ت ع م+02:00                                | 00                  |

## منظمات دولية مشتركة
يشترك البلدان في عضوية مجموعة من المنظمات الدولية، منها:
| علم المنظمة | اسم المنظمة                                 | تاريخ انضمام بوروندي | تاريخ انضمام جمهورية الدومينيكان |
| ----------- | ------------------------------------------- | -------------------- | -------------------------------- |
|             | الاتحاد البريدي العالمي                     | ?                    | ?                                |
|             | يونسكو                                      | 16 نوفمبر 1962       | 4 نوفمبر 1946                    |
|             | البنك الدولي للإنشاء والتعمير               | 28 سبتمبر 1963       | 18 سبتمبر 1961                   |
|             | منظمة التجارة العالمية                      | 23 يوليو 1995        | ?                                |
|             | وكالة ضمان الاستثمار متعدد الأطراف          | 10 مارس 1998         | 7 مارس 1997                      |
|             | منظمة الشرطة الجنائية الدولية               | ?                    | ?                                |
|             | مؤسسة التمويل الدولية                       | 28 نوفمبر 1979       | 31 أكتوبر 1961                   |
|             | الأمم المتحدة                               | 18 سبتمبر 1962       | 24 أكتوبر 1945                   |
|             | مجموعة دول أفريقيا والكاريبي والمحيط الهادئ | ?                    | ?                                |
|             | مؤسسة التنمية الدولية                       | 28 سبتمبر 1963       | 16 نوفمبر 1962                   |
|             | منظمة حظر الأسلحة الكيميائية                | ?                    | ?                                |